# オーアイ工業
オーアイ工業株式会社（オーアイこうぎょう）は、日本の繊維製造・販売メーカーである。主にストッキング、タイツ等を製造している。MOREという自社ブランドを持つ。福助、タビオなどの企業と結びつきが強い。2003年福助が破綻処理された際、債権者第1位に登録されていたが回収は極めて困難であったため、一部の工場を閉鎖・売却。翌2004年4月には大幅な減資も行った。2008年、4期連続黒字決算を記録するなど、業績が大幅に回復したことを受けて増資を実施し、さらなる経営の安定を図る。

## 事業所
現在
- 本社工場
- 大阪営業所

過去
- 富山作業所
- 糸魚川工場（1971年9月操業開始[1]するも、後に撤退し宅地造成が行われている[2]）

## 沿革
- 1887年6月、魚津町角川（今の魚津市新角川）において愛宕屋の屋号で足袋の製造・販売を開始。
- 1921年、洋品・雑貨の小売も営む。
- 1932年、魚津市真成寺町に本店を移す。その後、足袋の製造をやめ洋品・雑貨の小売業に専念。
- 1939年、軍の指定縫製工場となる(軍人用肌着の縫製)。
- 1948年、ストッキングの一貫生産を開始。
- 1952年、旧十二銀行の倉庫・事務所から移転[3]。
- 1954年5月、大愛メリヤス産業株式会社を設立。
- 1967年9月、現在地に工場を竣工。
- 1969年5月、現社名(オーアイ工業株式会社)に変更。パンティストッキングの生産を開始。
- 1989年12月、業界初、伸縮性に富んだ糸だけで編んだゾッキパンストの開発に成功。
- 1993年4月、保育料が無料で0歳から預かる、社内託児所を開設。
- 1996年6月、鮮やかな色使いが特徴の「カラータイツ」の生産を業界に先駆けて開始。
- 1999年11月、労働省より第一回「ファミリー・フレンドリー企業表彰」を受賞。
- 2004年4月、1/10の減資を実施。
- 2007年6月、創業120周年記念式典・パーティを盛大に挙行。
- 2008年5月、初の展示会を大阪・淀屋橋の大阪営業所にて開催。
- 2008年6月、資本金を8,000万円への増資を実施。
- 2011年4月、大阪営業所を平野町三丁目から伏見町二丁目に移転。